# Emilio Vedova

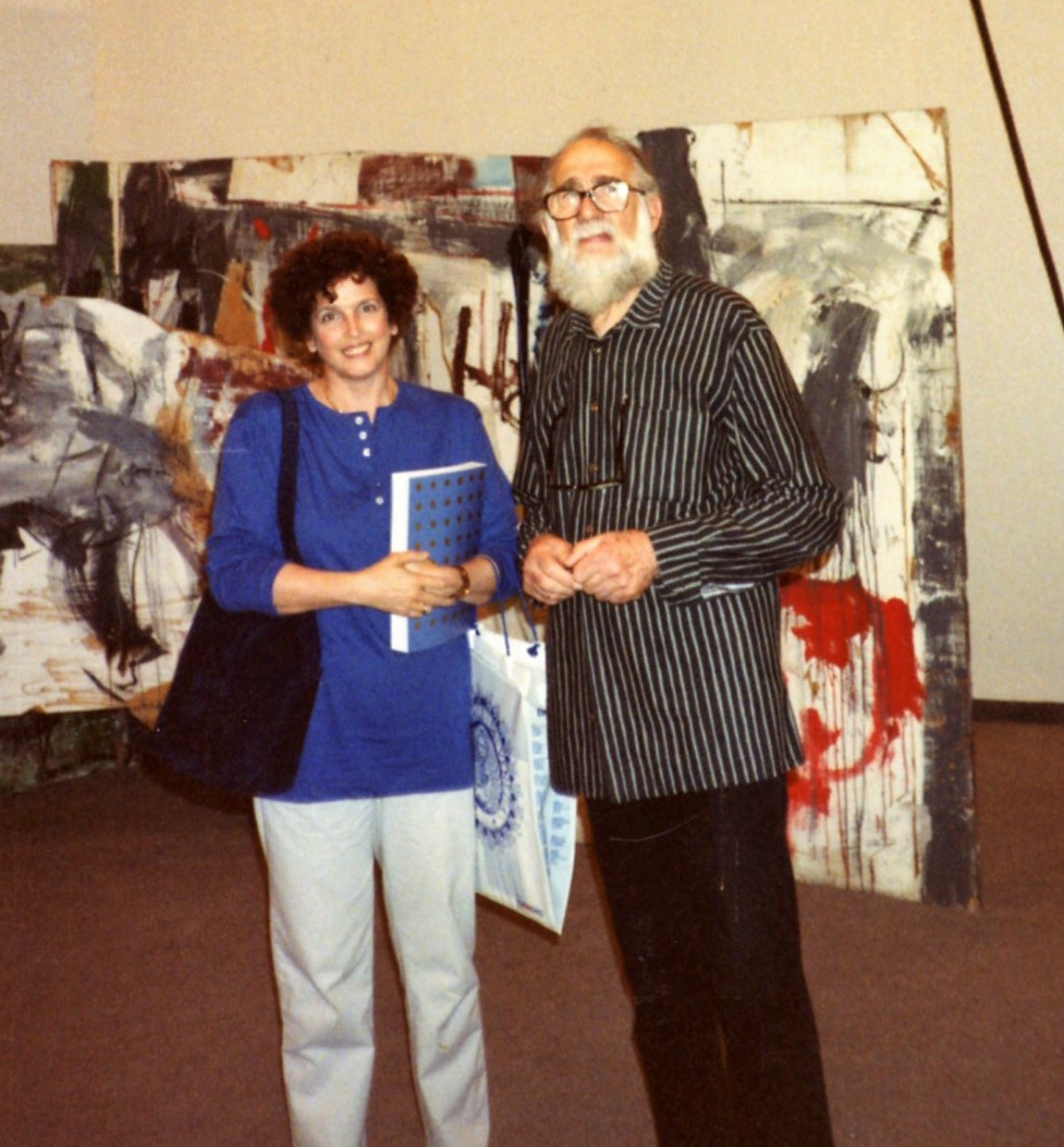
Alla Biennale del 1990

Emilio Vedova (Venezia, 9 agosto 1919 – Venezia, 25 ottobre 2006) è stato un pittore, incisore e partigiano italiano.
(Vedova 1919 - 2006, Milano, Skira, pag. 96)

## Biografia

### Gli esordi
Nato a Venezia da una famiglia di artigiani-operai, inizia a lavorare in fabbrica, poi presso un fotografo e nella bottega di un decoratore. Il suo precoce ed appassionato interesse per il disegno e la pittura lo portano a lavorare intensamente da autodidatta fin dagli anni trenta, eseguendo schizzi veloci durante i suoi viaggi. Già in questa prima fase, tra la seconda metà degli anni trenta ed i primi anni quaranta, si confronta con la rappresentazione della realtà con un lavoro di sperimentazione e ricerca che porterà avanti per tutta la vita. I suoi tratti sono già veloci e nervosi, caratterizzando quello che rimarrà il suo stile inconfondibile. I suoi primi punti di riferimento vanno ricercati nella tradizione veneziana: l'ultima attività di Tiziano, Tintoretto, Guardi, ma inizia a studiare anche le opere di Rembrandt, Goya e Daumier. Un altro grande spunto in questi anni di formazione è costituito dall'architettura barocca veneziana, in particolare le chiese, che lo attrae particolarmente per il dinamismo delle linee, per il suo senso di instabilità, i giochi di luce e per il suo "tutto permesso".
Frequenta una scuola libera di nudo a Firenze e ritrae personaggi popolari del quartiere San Frediano, dove ha i primi contatti con gli ambienti antifascisti. Tornato a Venezia vive un periodo di stenti, ma riesce ad ottenere uno studio-soffitta a Palazzo Carminati dall'Opera Bevilacqua La Masa che supporta gli artisti poveri. Nel 1940 espone nudi e nature morte alla Galleria Ongania a Venezia.
Opera inizialmente in contatto con il gruppo di Corrente (1942-43), in cui collaborano anche Renato Guttuso e Renato Birolli. Partecipa tra il 1944 e il 1945 alla Resistenza a Roma e in seguito sulle colline piemontesi, dove nel corso di un rastrellamento rimane ferito. Nel 1946, a Milano, è tra i firmatari del manifesto “Oltre Guernica”. Nello stesso anno a Venezia è tra i fondatori della Nuova Secessione Italiana poi Fronte Nuovo delle Arti.
In questi stessi anni realizza una serie di pastelli, in cui riversa il suo stato d'animo turbato dall'esperienza della guerra: in opere come Assalto alle prigioni e Incendio del villaggio inizia la deformazione dei soggetti rappresentati, che è qui ancora in una fase di transizione ma che poi maturerà fino ad arrivare alla formulazione del linguaggio astratto.
Nel 1948 partecipa per la prima volta alla Biennale di Venezia, edizione che vede il tramonto delle pratiche pittoriche del movimento Novecento. Nel 1952 una sala è interamente a lui dedicata e segna il passaggio dal geometrismo schematico alla spontaneità del segno, delle linee spezzate e dei fendenti.
Nel 1949-1950, aderisce al progetto della importante collezione Verzocchi, inviando, oltre ad un autoritratto, l'opera Interno di fabbrica.

### Gli anni '50 e '60
All'inizio degli anni cinquanta realizza i suoi celebri cicli di opere: Scontro di situazioni, Ciclo della Protesta, Cicli della Natura. Nel 1951 partecipa alla I Biennale di San Paolo, vincendo un premio che gli permetterà di trascorrere tre mesi in Brasile la cui estrema e difficile realtà lo colpirà profondamente, oltre che la natura maestosa. Sempre nel '51, viene organizzata e curata da Rodolfo Pallucchini la sua prima mostra personale all'estero, presso la Galleria Viviano di New York. In questa occasione vengono esposte molte delle cosiddette "geometrie nere": opere in cui le scelte cromatiche si riducono al bianco e nero e in cui Vedova si concentra quasi ossessivamente su costruzioni geometriche che generano labirinti, reticoli, strutture che imprigionano la figura umana. Questa attenzione per la geometria verrà poi progressivamente abbandonata, e l'artista si concentrerà invece sul segno e sul gesto che lo compie.
Successivamente, entra a far parte del Gruppo degli Otto passando dal primo neocubismo delle "geometrie nere" a una pittura le cui tematiche politico-esistenziali hanno trovato via via espressione in una gestualità romanticamente automatica e astratta, motivo per il quale è avvicinato alle poetiche dell'Informale. I sentimenti di protesta, paura e tensione sembrano avere pura traslazione pittorica, senza intermediazioni di alcun genere. Dal 1959 al 1962 i suoi quadri escono dai confini tradizionali: a Venezia si adattano agli angoli tra parete e pavimento e a Roma si scompongono in più elementi, quasi per disorientare. Nel 1960 riceve il Gran Premio per la pittura. Nel 1961 collabora con Luigi Nono per la scenografie, i costumi e le proiezioni dell'opera Intolleranza '60, abbattendo i confini tra le arti, "in una circolare di piani semoventi proiettanti immagini, suoni, azioni, rivoluzionando tutti i rapporti di ieri in materia di teatro".
Dal 1961 lavora ai Plurimi, prima quelli veneziani poi quelli berlinesi realizzati a Berlino tra il 1963 e il 1964 tra cui i sette dell'Absurdes Berliner Tagebuch ‘64 presenti alla Documenta di Kassel nel 1964 dove espone anche nel 1955 nel 1959 e poi nel 1982. Questi ci appaiono come frammenti di quadri, forme spezzate di grandi dimensioni, dipinte su entrambi i lati e posizionate nello spazio in modo che lo spettatore abbia la possibilità di osservarle da diversi punti di vista. Achille Bonito Oliva ne parlerà come una "teatralizzazione dei piani pittorici (...) un'invasione simultanea e pervadente della realtà mediante la costruzione di quinte che scompongono la bidimensionalità del quadro a favore di una articolazione simultanea dei piani". Nello stesso anno sperimenta i primi collage, realizzando i Rilievi, conglomerati di carta da giornale, legni e ferri. La scelta di vivere per un periodo a Berlino è giustificata dalla sua voglia di vivere in prima persona le paure e le tensioni sociali che serpeggiavano in quel periodo: "Nel caso di questi miei plurimi berlinesi, una simultaneità di presenze, sentimenti, fatti avvenuti, che avvengono, che non possono non provocare in chi arriva in questa città gravida di diverse <<paure>>: ieri, oggi, di latente dimenticanza; di equivoci; di malinconie anacronistiche; di reciproci antagonismi sovreccitati; di scontri di situazioni. A Berlino sono tornato, sono venuto a lavorare per rendermi conto, de visu, ancora, poter rintracciare, dopo le mostruose incrostazioni naziste, nelle strade, nella sua inquieta babelica vita, lo spirito democratico, critico, che animò un tempo Grosz, Dix, Beckmann... Dada Berlin!".
Nel 1963 una sua opera viene esposta alla mostra Contemporary Italian Paintings, allestita in alcune città australiane. Nel 1963-64 espone alla mostra Peintures italiennes d'aujourd'hui, organizzata in medio oriente e in nordafrica.
Dal 1965 al 1967 lavora a Spazio/Plurimo/Luce per l'EXPO di Montréal. L'installazione video-sonora univa i vari spazi del padiglione italiano e consisteva nella proiezione di lastrine di vetro di Murano su dei pannelli a forma di vela con movimenti asincroni e accompagnata dalle note elettroniche di Marino Zuccheri. Segue un'intensa attività didattica nelle Università americane e poi alla Sommerakademie di Salisburgo e all'Accademia di belle arti di Venezia.

### Le ultime esperienze
Negli anni settanta realizza i Plurimi Binari, dove rinchiude in supporti metallici i suoi "quadri spezzati". Nei Carnevali, soggetto a lui caro per la componente di irrazionalità ed imprevedibilità, la maschera entra nel quadro-installazione o anche come totem, issato su specchi riflettenti quasi a simulare la laguna. Negli anni ottanta, dopo un periodo di malattia passato in una clinica austriaca, realizza i Teleri, cicli di grandi tele dove i colori esplodono, stesi sulla tela e rimaneggiati con vari materiali. Verranno esposti alla XL Biennale di Venezia e a Documenta 7. Dal 1985 lavora ai Dischi, Tondi e Oltre dove la reminiscenza rinascimentale del formato circolare del quadro è indagata e portata ai suoi limiti. Il colore fuoriesce dai confini del supporto e quest'ultimo si stacca dalla parete per arrivare sul soffitto e sul pavimento.
Nel 1984 torna a collaborare con Luigi Nono per Prometeo, del quale l'artista si occuperà esclusivamente delle luci. La pièce è diretta da Claudio Abbado, con testi di Massimo Cacciari e la collaborazione per le scenografie di Renzo Piano. In …in continuum, ciclo di opere del 1987 e 1988, lavora con delle matrici di tela che trasferiscono il bianco e il nero su supporti collocati a terra, dove il risultato finale non è del tutto prevedibile.
Nel 1993  l’Accademia dei Lincei gli conferì il premio Feltrinelli per la classe di pittura. Nel 1997 riceve il Premio alla Carriera alla XLVII  Biennale di Venezia.
Tra le ultime mostre personali di rilievo la grande antologica al Castello di Rivoli nel 1998 e, dopo la sua scomparsa nel 2006, alla Galleria nazionale d'arte moderna e contemporanea di Roma e alla Berlinische Galerie di Berlino.

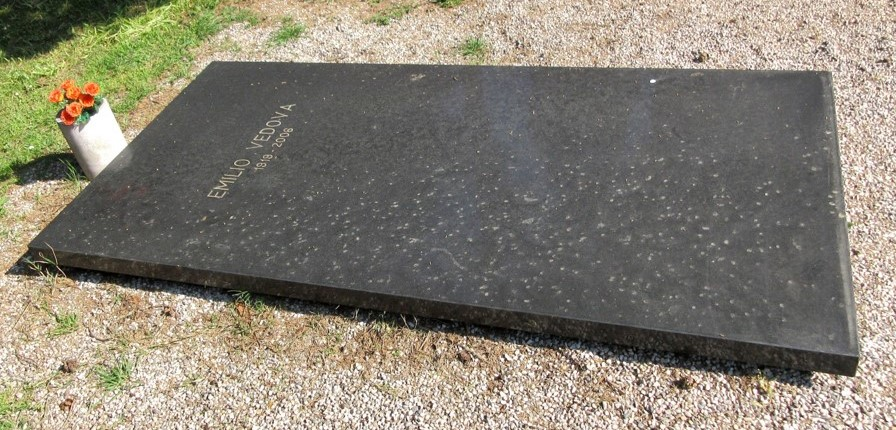
Tomba di Emilio Vedova

Muore a Venezia all'età di 87 anni, a poco più di un mese dalla scomparsa della moglie Annabianca. È sepolto nel settore ortodosso del cimitero monumentale di San Michele, settore greco, secondo recinto a destra.
Nel 2009 l'amico Renzo Piano, in collaborazione con la Fondazione Emilio e Annabianca Vedova, recupera una sala dei locali del Magazzini del Sale per creare uno spazio espositivo delle opere dell'artista, le quali sono prelevate dal magazzino ed esposte in perenne movimento su dei binari e sollevate da argani in grado di compiere anche rotazioni. Gli stessi magazzini furono utilizzati dall'artista come studio e nella prima metà degli anni '70 furono salvati dalla demolizione prevista dal Comune, alla quale Vedova si oppose strenuamente difendendone il valore storico-culturale.

## Emilio Vedova nei musei
- MAG Museo arte Gallarate di Gallarate
- Galleria nazionale d'arte moderna e contemporanea di Roma
- Peggy Guggenheim Collection, Venezia
- Salomon R. Guggenheim, New York
- MOMA, Museum Of Modern Art, NewYork
- MAGI '900 di Pieve di Cento
- Museo Palazzo Ricci di Macerata
- Galleria Arte Moderna di Torino
- Collezione Roberto Casamonti di Firenze
- MART Museo d'artre moderna e  contemporanea, Rovereto
- Fondazione Museion, Bolzano
- MAC Museo Arte Contemporanea di Lissone

## Premi e riconoscimenti
- 1951 - Premio per i giovani - I Biennale di S. Paolo del Brasile
- 1954 - Primo Premio Mostra del disegno italiano - XXVII Biennale di Venezia
- 1955 - Premio Fondazione Morganti - II Biennale di S. Paolo del Brasile
- 1956 - Solomon R. Guggenheim Foundation Award for Italy
- 1958 - Premio Internazionale Lissone
- 1959 - Gran Premio per la Pittura - XI Premio Lissone, Lissone
- 1960 - Gran Premio per la Pittura - XXX Biennale di Venezia, alla unanimità dalla giuria internazionale
- 1961 - Premio alla Biennale Grafica di Lubiana
- 1962 - Primo Premio - Biennale di Grafica di Venezia
- 1964 - Primo Premio Libro d'Arte Bilder der Literatur - Mostra Internazionale a Lipsia
- 1978 - Gran Premio d'onore - Biennale del Disegno di Rijeka
- 1990 - Gran Premio d'onore - Biennale Internazionale di Grafica di Lubiana
- 1993 - Premio Antonio Feltrinelli per la pittura - Accademia dei Lincei, Roma[10]
- 1994 - Targa d'oro dal Salzburg Landes Regierung - Internazionale Sommerakademie, Salisburgo
- 1996 - European Gran Prix for Graphic Arts - 4th. Biennial of Slovene Graphic Arts Otocec, Novo Mesto
- 1997 - Leone d'oro alla carriera - XLVII Esposizione Internazionale d'Arte, La Biennale di Venezia, Venezia
- 2001 - Premio Michelangelo 2001, Roma
- 2003 - Premio Nonino 2003, Udine
- 2006 - XX Premio Internazionale di Pittura Scultura e Arte Elettronica Guglielmo Marconi, Bologna.